# Big Brother (reality show)
Big Brother – reality show stworzony w Holandii 4 września 1997 (pierwsza edycja wystartowała w tym kraju 16 września 1999), którego producentem jest Endemol.

## Format

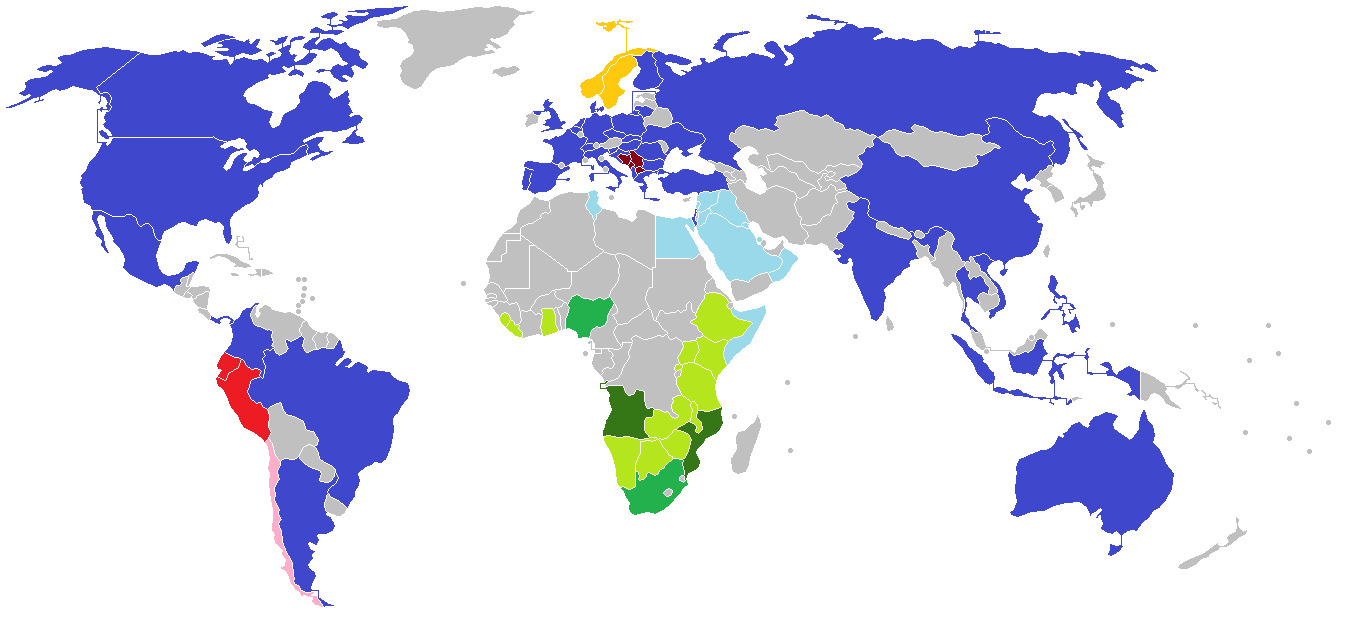
Państwa posiadające własne edycje programu Big Brother

Grupa uczestników wprowadza się do  Domu Wielkiego Brata. Budynek przez 24 godziny obserwują kamerami i zupełnie są odcięci od jakichkolwiek informacji od świata. Program polega na obserwacji codziennego życia uczestników i śledzenia ich wzajemnych relacji. Życie w domu dyktowane było poprzez głośniki przez gruby głos, zwany Wielkim Bratem. Wielki Brat wydawał uczestnikom polecenia i dawał różnorodne zadania, których wypełnianie, podobnie jak wszystkich innych nakazów Wielkiego Brata było obowiązkowe. Oprócz tego co tydzień (co dwa tygodnie – we wcześniejszych etapach polskiej i brytyjskiej wersji) odbywają się tak zwane nominacje, w których każdy z uczestników musi w specjalnym dźwiękoszczelnym Pokoju Zwierzeń odbyć z Wielkim Bratem rozmowę na temat współuczestników i wytypować dwoje z nich do odejścia z programu. Dwie, a w razie remisu więcej osób z największą liczbą głosów zostawała nominowana do opuszczenia domu i przez kolejny tydzień widzowie mieli poprzez głosowanie SMS wybrać spośród nich jedną, która opuści program. Proces ten powtarza się do momentu, gdy w grze pozostaje trójka uczestników, między którą rozgrywał się finał, gdzie widzowie mają z kolei za zadanie wskazać zwycięzcę całej edycji.

## Krytyka
Program przez wiele środowisk uznany za demoralizujący. W Czechach program był karany za naruszanie obyczajności. Przeciwnicy zarzucają mu charakter demoralizujący i aspołeczny o niskim poziomie moralnym. Jest to m.in. część środowisk chrześcijańskich. Także niektórzy psychologowie i psychoterapeuci (np. Wojciech Eichelberger) uważają, że cel programu jest nieetyczny i demoralizujący, a psychologowie, którzy godzą się współpracować przy realizacji tego reality, działają wbrew etyce własnego zawodu. Sprzeciw wywołał również na Słowacji, gdzie doszło do bojkotu reklamodawców nadających w czasie trwania programu.